# Héctor Uzal
Héctor Mario Uzal (* vermutlich Ende der 1920er Jahre; † 26. Mai 2014), auch bekannt unter dem Spitznamen El Cacho, war ein argentinischer Fußballspieler auf der Position eines Verteidigers.

## Laufbahn
Uzal stand in den Jahren 1946 und 1947 beim Racing Club unter Vertrag, bei dem er allerdings nur zu neun Einsätzen (kein Tor) kam. In den nächsten drei Jahren spielte er beim Club Atlético Huracán, für den er 82 Einsätze (ebenfalls ohne Torerfolg) absolvierte.
Die Saison 1951 verbrachte Uzal beim Club Atlético Peñarol, mit dem er in derselben Spielzeit die uruguayische Fußballmeisterschaft gewann.
Nach einer Zwischenstation beim argentinischen Zweitligisten Unión de Santa Fe (1952) wechselte Uzal nach Mexiko, wo er bis 1956 beim Club América unter Vertrag stand, mit dem er in den Spielzeiten 1953/54 und 1954/55 zweimal in Folge den mexikanischen Pokalwettbewerb und 1955 außerdem den Supercup gewann.
Im Sommer 1956 wechselte Uzal zum Aufsteiger CF Monterrey, mit dem er am Ende der Saison 1956/57 aus der ersten Liga abstieg und die folgenden drei Jahre in der zweiten Liga verbrachte. Zum Abschluss seiner Laufbahn gelang Uzal in der Saison 1959/60 der Gewinn der Zweitligameisterschaft und die damit verbundene Rückkehr in die höchste Spielklasse, der der Verein seither ununterbrochen angehört.

## Erfolge
- Uruguayischer Meister: 1951
- Mexikanischer Pokalsieger: 1954, 1955
- Mexikanischer Supercup: 1955
- Mexikanischer Zweitligameister: 1960